# Altopiano Transilvanico
L'Altopiano Transilvanico (in rumeno: Podişul Transilvaniei; in ungherese: Erdélyi-medence) è un altopiano situato nella Romania centrale.

## Geografia

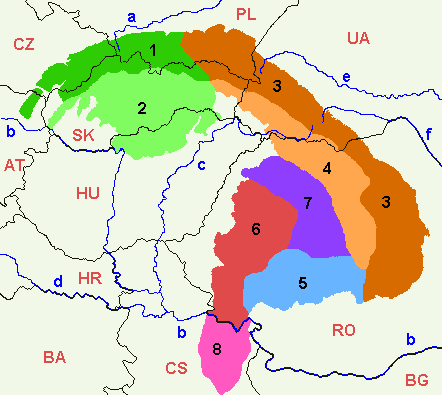
L'Altopiano Transilvanico (numero 7) all'interno dei Carpazi.

L'altopiano prende il nome dalla regione storica della Transilvania ed è del tutto compreso tra i rami Orientali, Meridionali e Occidentali rumeni dei monti Carpazi. Nell'Altopiano Transilvanico si possono distinguere due settori ben differenti: il settore nord, meno elevato e conosciuto come Pianura Transilvanica ed il settore sud, più elevato ed inciso da profonde valli.
Ha un'altezza che varia dai 300 ai 500 metri sul livello del mare. Ha un clima continentale con estati calde ed inverni molto rigidi.
Talvolta viene considerato come parte dei Carpazi; altre volte, per la sua modesta elevazione, viene escluso dal sistema dei Carpazi.